# بالگردگاه مرکز درمانی ماونت هود
بالگردگاه مرکز درمانی ماونت هود (به انگلیسی: Mount Hood Medical Center Heliport) یک فرودگاه خصوصی است. این فرودگاه در شهر گرشام، اورگن کشور ایالات متحده آمریکا قرار دارد و در ارتفاع ۱۰۵ متری از سطح دریا واقع شده‌است.